# 기타다이라촌
기타다이라촌(北平村)은 니가타현 히가시쿠비키군에 설치되었던 촌이다. 현재의 도카마치시에 해당한다.